# Обрыв (Донецкая область)
Обрыв (укр. Обрив) — посёлок в Новоазовском районе Донецкой области Украины. Находится под контролем самопровозглашённой Донецкой Народной Республики.

## География
Село расположено на берегу Азовского моря.

#### Соседние населённые пункты по сторонам света
С: Маркино
СЗ: Гусельщиково, Козловка
СВ: Холодное
З: город Новоазовск
В: —
ЮЗ: Седово
ЮВ: —
Ю: —

## Общие сведения
Почтовый индекс — 87634. Телефонный код — 06296. Код КОАТУУ — 1423655401.

## Население
- 1873 — 250 чел.
- 2001 — 449 чел. (перепись)

## Местный совет
87632, Донецкая область, Новоазовский р-н, пгт. Седово, ул. Калинина, д.29